# Дольф Лундгрен

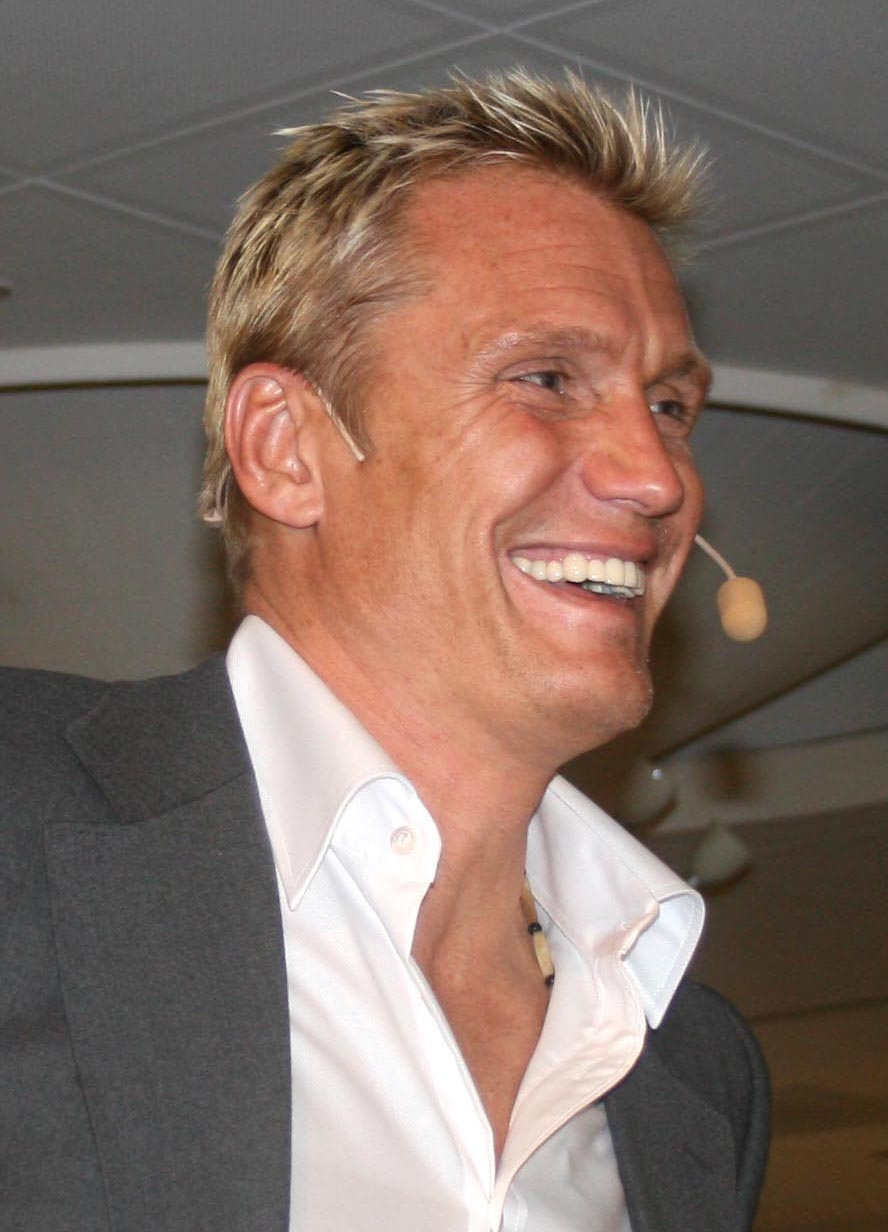
Дольф Лундгрен

Дольф Лу́ндгрен (швед. Dolph Lundgren; справжнє ім'я — Ганс Лундгрен; швед. Hans Lundgren; нар. 3 листопада 1957, Стокгольм) — шведський актор, режисер, кікбоксер, культурист.

## Біографія
Народився 3 листопада 1957 року в Стокгольмі (Швеція) у родині військового інженера Карла-Уго Йохана Лундгрена (1923—2000) і вчительки мови Сигрід Біргитти (до шлюбу — Тьєрнельд, 1932—1992). Батьки розлучилися в 1973 році. У Ганса були брат Йохан і дві сестри, Анніка та Катаріна. Закінчив хімічний факультет Стокгольмського університету.

Зріст 198 см., вага 120 кг.

### Кінокар'єра
Знайшов своє покликання в амплуа непереможного супергероя з екшен-фільмів. Останніми роками Дольф знімається в малобюджетних фільмах. Його першою помітною роллю в кіно абсолютно несподівано виявилася роль російського боксера на ім'я Іван Драго в фільмі «Роккі 4» з Сильвестром Сталоне. На цю ролю його було вибрано з 5000 претендентів. (Фільм «Роккі-1» — перший фільм серії — поклав початок популярності Сільвестра Сталлоне. Цей фільм цікавий тим, що отримав одночасно декілька премій «Оскар» і «антипремію» «Золота малина»). 2004 року Лундгрен уперше спробував себе в ролі режисера, знявши бойовик «Захисник».

### Кар'єра у спорті
З 14 років почав засвоювати карате-кіокушинкай, був учнем засновника стилю — Масутацу Оями. В 1980 і 1981 роках Дольф був чемпіоном Європи у важкій вазі, а 1982 року став переможцем відкритого чемпіонату Австралії з карате. Пізніше тренувався також і як кікбоксер.
На початку 90-х він був капітаном збірної США з легкоатлетичного п'ятиборства. Крім бойових мистецтв Дольф Лундгрен активно працює з бодибілдингом та паверліфтингом.
Він володіє справді визначною мускулатурою при своїх 198 см росту і 120 кг ваги, яку відзначають навіть відомі бодібілдери. 1987 року він випустив навчальну відеокасету з вправами, підібраними на основі своїх тренувань. 
Силові досягнення: жим штанги 195 кг.,станова тяга 255 кг., підіймання на біцепс 125 кг., присідання зі штангою 220 кг.на максимум. Під час зйомок фільму Роккі об'єм його  біцепса становив 47.5 см.
7 серпня 2010 року Лундгрен відвідав Київ разом із Сталлоне і Стейтемом.

### Особисте життя
У 1980-х роках зустрічався з ямайською співачкою Грейс Джонс (з якою познайомився в Сиднеї та спочатку був її охоронцем) та американською моделлю Полою Барб'єрі.
У 1994—2011 роках був одруженим із дизайнеркою ювелірних виробів Анеттою Квіберг (1966 р.н.). У Стокгольмі в подружжя народилося дві дочки: Іда Сигрід (1996 р.н.) та Грета Евелін (2001 р.н.).
До 2014 року зустрічався з Дженні Сендерссон. За неперевіреною інформацією, пара була якийсь час одруженою.
17 червня 2020 року Дольф повідомив про заручини із 24-річною фінтес-інструкторкою Еммою Крокдайл, із якою зустрічався з січня.
У березні 2024 року актор подав, на розлучення, повідомивши, що їхні життєві дороги розійшлися.

## Фільмографія

### Актор
| Рік       |    | Українська назва                     | Оригінальна назва                     | Роль                                                   |
| --------- | -- | ------------------------------------ | ------------------------------------- | ------------------------------------------------------ |
| 1985      | ф  | Вид на вбивство                      | A View To A Kill                      | Венц                                                   |
| 1985      | ф  | Роккі 4                              | Rocky IV                              | Іван Драго                                             |
| 1987      | в  | Максимальний потенціал               | Maximum Potential                     | у ролі самого себе                                     |
| 1987      | ф  | Володарі Всесвіту                    | Masters of the Universe               | Хі-Мен                                                 |
| 1988      | ф  | Червоний скорпіон                    | Red Scorpion                          | лейтенант Микола Раченко                               |
| 1989      | ф  | Каратель                             | The Punisher                          | Френк Касл / Каратель                                  |
| 1990      | ф  | Ангел пітьми                         | Dark Angel                            | детектив Джек Кейн                                     |
| 1991      | ф  | Чорний жовтень                       | Cover-Up                              | Майк Андерсон                                          |
| 1991      | ф  | Розбірки у маленькому Токіо          | Showdown in Little Tokyo              | сержант Кріс Кеннер                                    |
| 1992      | ф  | Універсальний солдат                 | Universal Soldier                     | Ендрю Скотт / GR13                                     |
| 1993      | ф  | Армія одинака (Дерево Джошуа)        | Army of One (Joshua Tree)             | Веллман Ентоні Санті                                   |
| 1994      | ф  | Чемпіон                              | Pentathlon                            | Ерік Брогар                                            |
| 1994      | ф  | Солдати фортуни                      | Men of War                            | Нік Гунар                                              |
| 1995      | ф  | Джонні-Мнемонік                      | Johnny Mnemonic                       | Карл Хоніг, вуличний проповідник                       |
| 1995      | ф  | Стрілець                             | The Shooter                           | Майкл Дейн                                             |
| 1996      | ф  | Під прицілом                         | Silent Trigger                        | Ваксман                                                |
| 1997      | ф  | Миротворець                          | The Peacekeeper                       | майор Френк Кросс                                      |
| 1998      | тф | Блекджек                             | Blackjack                             | Джек Девлін                                            |
| 1998      | ф  | Міньйон                              | The Minion                            | Лукас Садоров                                          |
| 1998      | ф  | Чистильник                           | Sweepers                              | Крістіан Еріксон                                       |
| 1999      | ф  | Битва драконів                       | Bridge of Dragons                     | Варчайлд                                               |
| 1999      | ф  | Повітряний мисливець                 | Storm Catcher                         | майор Джек Голловей                                    |
| 2000      | ф  | Раптовий удар                        | Jill Rips                             | Метт Соренсон                                          |
| 2000      | ф  | Останній рубіж                       | The Last Patrol                       | Нік Престон                                            |
| 2000      | ф  | Універсальний агент                  | Agent Red                             | капітан Метт Гендрікс                                  |
| 2001      | ф  | Таємний план                         | Hidden Agenda                         | Джейсон Прайс                                          |
| 2003      | ф  | Урок виживання                       | Detention                             | Сем Декер                                              |
| 2004      | ф  | Напролом                             | Direct Action                         | сержант Френк Геннон                                   |
| 2004      | ф  | Товстушки                            | Fat Slags                             | Ренді                                                  |
| 2004      | ф  | Ретроград                            | Retrograde                            | Джон Фостер                                            |
| 2004      | ф  | Захисник                             | The Defender                          | Ленс Рокфорд                                           |
| 2005      | ф  | Механік                              | The Mechanik                          | Микола «Нік» Черенко                                   |
| 2006      | ф  | Розслідування                        | L'inchiesta                           | Бріксос                                                |
| 2007      | ф  | Діамантові пси                       | Diamond Dogs                          | Ксандер Ронсон                                         |
| 2007      | ф  | Місіонер                             | Missionary Man                        | Райдер                                                 |
| 2009      | ф  | Прямий контакт                       | Direct Contact                        | Майк Ріггінс                                           |
| 2009      | ф  | Небезпечна гастроль                  | Command Performance                   | Джо                                                    |
| 2009      | ф  | Універсальний солдат 3: Відродження  | Universal Soldier: Regeneration       | Ендрю Скотт                                            |
| 2010      | ф  | Ікар (Машина для вбивств)            | Icarus (The Killing Machine)          | Едвард Дженн / Ікар                                    |
| 2010      | ф  | Нестримні                            | The Expendables                       | Гуннар Єнсен                                           |
| 2010      | с  | Чак                                  | Chuck                                 | Марко (Епізод: "Chuck Versus the Anniversary")         |
| 2011      | ф  | В ім'я короля 2                      | In the Name of the King 2: Two Worlds | Грейнджер                                              |
| 2012      | ф  | Безвихідна ситуація                  | Small Apartments                      | доктор Сейдж Меннокс                                   |
| 2012      | ф  | Схованка                             | Stash House                           | Енді Спектор                                           |
| 2012      | ф  | В'язень                              | One in the Chamber                    | Олексій Андрєєв                                        |
| 2012      | ф  | Нестримні 2                          | The Expendables 2                     | Гуннар Єнсен                                           |
| 2012      | вг | The Expendables 2 Videogame          | The Expendables 2 Videogame           | Гуннар Єнсен (озвучення)                               |
| 2012      | ф  | Універсальний солдат 4: Новий вимір  | Universal Soldier: Day of Reckoning   | Ендрю Скотт                                            |
| 2012      | ф  | Посилка                              | The Package                           | Німець                                                 |
| 2013      | ф  | Легенди: Гробниця дракона            | Legendary: Tomb of the Dragon         | Харкер                                                 |
| 2013      | ф  | Битва проклятих                      | Battle of the Damned                  | Макс Гатлінг                                           |
| 2013      | ф  | Гонка                                | Ambushed                              | Максвелл                                               |
| 2013      | ф  | Кров спокути                         | Blood of Redemption                   | Аксель                                                 |
| 2014      | ф  | Якась справедливість                 | A Certain Justice                     | Холліс                                                 |
| 2013—2014 | с  | Рятувальники 3                       | SAF3                                  | Джон Ерікссон (12 епізодів)                            |
| 2014      | ф  | Нестримні 3                          | The Expendables 3                     | Гуннар Єнсен                                           |
| 2015      | ф  | Хороший, поганий, мертвий            | The Good, the Bad and the Dead        | агент Боб Рукер                                        |
| 2015      | ф  | Работоргівля                         | Skin Trade                            | Нік Кессіді                                            |
| 2016      | ф  | Аве, Цезар!                          | Hail, Caesar!                         | командир підводного човна                              |
| 2016—2017 | с  | Стріла                               | Arrow                                 | Леонід Ковар / Червона зірка (6 епізодів)              |
| 2017      | ф  | Висота                               | Altitude                              | Метью Шарп                                             |
| 2017      | тф | Акулячий торнадо 5: Глобальне роїння | Sharknado 5: Global Swarming          | Гіл Шепард                                             |
| 2017      | ф  | Осічка                               | Dead Trigger                          | Кайл                                                   |
| 2018      | ф  | Крід 2                               | Creed 2                               | Іван Драго                                             |
| 2018      | ф  | Аквамен                              | Aquaman                               | Король Нерей                                           |
| 2019      | ф  |                                      | The Tracker                           | Ейден Гаканссон                                        |
| 2019      | с  | У Філадельфії завжди сонячно         | It's Always Sunny in Philadelphia     | Джон Тандерган (Епізод: "Thunder Gun 4: Maximum Cool") |
| 2019      | ф  | Акселерація                          | Acceleration                          | Владік                                                 |
| 2019      | ф  |                                      | Hard Night Falling                    | Майкл Андерсон                                         |
| 2021      | ф  | Песики на варті                      | Pups Alone                            | Віктор                                                 |
| 2021      | ф  |                                      | Castle Falls                          | Ши                                                     |
| 2021      | мф |                                      | Seal Team                             | Дольф (озвучення)                                      |
| 2022      | мф | Посіпаки: Становлення лиходія        | Minions: The Rise of Gru              | Свендженс (озвучення)                                  |
| 2023      | ф  | Нестримні 4                          | The Expendables 4                     | Гуннар Єнсен                                           |
| 2023      | ф  | Аквамен і загублене королівство      | Aquaman and the Lost Kingdom          | король Нерей                                           |
| 2024      | ф  |                                      | Wanted Man                            | детектив Тревіс Йохансен                               |

### Режисер
- 2004 — «Захисник» / The Defender
- 2005 — «Механік» / The Mechanik
- 2007 — «Діамантові пси» / Diamond Dogs
- 2007 — «Місіонер» / Missionary Man
- 2009 — «Небезпечна гастроль» / Command Performance
- 2010 — «Ікар» / Icarus
- 2021 — Castle Falls
- 2024 — Wanted Man

### Сценарист
- 1987 — «Максимальний потенціал» / Maximum Potential
- 2005 — «Механік» / The Mechanik
- 2007 — «Місіонер» / Missionary Man
- 2009 — «Небезпечна гастроль» / Command Performance
- 2015 — «Работоргівля» / Skin Trade
- 2024 — Wanted Man

### Продюсер
- 1994 — «Чемпіон» / Pentathlon
- 2007 — «Діамантові пси» / Diamond Dogs
- 2012 — «Схованка» / Stash House
- 2013 — «Битва проклятих» / Battle of the Damned
- 2013 — «Гонка» / Ambushed
- 2014 — Puncture Wounds
- 2015 — «Работоргівля» / Skin Trade
- 2016 — Kindergarten Cop 2
- 2016 — Don't Kill It
- 2019 — Hard Night Falling
- 2021 — Castle Falls
- 2024 — Wanted Man

## Кінонагороди
| Рік  | Нагорода (фестиваль)                          | Категорія (нагорода)               | Примітки                                          | Результат |
| ---- | --------------------------------------------- | ---------------------------------- | ------------------------------------------------- | --------- |
| 2013 | CineRockom International Film Festival        | Lifetime Achievement Diamond Award | Best Actor Historical Blockbuster film «Rocky IV» | Перемога  |
| 2007 | Málaga International Week of Fantastic Cinema | Fantastic Lantern                  |                                                   | Перемога  |
| 1985 | Napierville Cinema Festival                   | Marshall Trophy                    | Best Actor (Meilleur Comédien) Rocky IV (1985)    | Перемога  |

## Цікаві факти
- Зріст Дольфа Лундгрена — 190 см.[3]